# Groupe de Villeneuve-Saint-Germain
 (juillet 2010).
Si vous disposez d'ouvrages ou d'articles de référence ou si vous connaissez des sites web de qualité traitant du thème abordé ici, merci de compléter l'article en donnant les références utiles à sa vérifiabilité et en les liant à la section « Notes et références ».
Le groupe de Villeneuve-Saint-Germain ou le  Villeneuve-Saint-Germain, est un groupe culturel du Néolithique ancien en France, contemporain de la seconde phase de la culture rubanée dont il partage l'architecture en maison longue. Les décors des céramiques (guirlandes) rattachent ce groupe au Rubané ; la production de bracelets en pierre et le débitage par pression rattachent ce groupe au Cardial méditerranéen.

## Caractéristiques
Ce faciès culturel se développe dans le nord de la France, spécialement dans le Bassin parisien, en Belgique méridionale où il est nommé Blicquien. Il s'étend à l'ouest jusqu'au cœur de la Bretagne (le Dillien à Cléguérec et Bellevue à Neulliac ; Morbihan). Il apparaît à la jonction du VIe millénaire av. J.-C. au Ve millénaire av. J.-C. (5100-4700 av. J.-C.).
Il doit son nom au site de Villeneuve-Saint-Germain dans l'Aisne.

## Sites archéologiques
- « Les Grèves », Villeneuve-Saint-Germain, Aisne[2].
- « Le site de Vermand », Vermand, Aisne.
- « La Fosse Tournise », Bucy-le-Long, Aisne.
- « Les Grands Champs », Gurgy, Yonne.
- « Sur Macherin », Monéteau, Yonne[3].
- « Le Grand Marais », Champagne-sur-Oise, Val-d'Oise.
- « La Fosse aux Moines », Chambly, Oise.
- « La Butte de Rhuis III », Longueil-Sainte-Marie, Oise[4],[5],[6].
- « Le Fond de Rambourg », Pontpoint, Oise.
- « Le Chemin de Conches », Breteuil-sur-Iton, Eure[7].
- « Sur la Mare », Poses, Eure.
- « Rue Marollet », Rueil-Malmaison, Hauts-de-Seine.
- « Le Marais du Colombier », Varennes-sur-Seine, Seine-et-Marne[8].
- Rue du Landy, La Plaine Saint-Denis, Seine-Saint-Denis[9],[10].
- « Le Haut-Mée », Saint-Étienne-en-Coglès, Ille-et-Vilaine [11].
- « Pluvignon », Betton, Ille-et-Vilaine [11]
- « Les Hauts de Congy », Villevenard, Marne [12]
- « Le Clos-Henry », Château-Gontier, Mayenne [13]